# Euklideszi reláció
|  |

Egy kétváltozós relációt akkor nevezünk euklideszi relációnak,
ha a relációk mindig egyfajta háromszöget alkotnak; ha egy elem relációban áll két másikkal, akkor azok is (valamilyen irányú) relációban kell álljanak egymással.

## Definíció
Az {\displaystyle A} halmazon értelmezett {\displaystyle R} reláció euklideszi, ha bármely {\displaystyle a,b,c\in A} esetén valahányszor {\displaystyle aRb} és {\displaystyle aRc} egyszerre teljesül, mindannyiszor {\displaystyle bRc} is teljesül.
Általában véve az elsőrendű logika nyelvén:
{\displaystyle R} euklideszi {\displaystyle \iff \forall a\forall b\forall c((Rab\land Rac)\rightarrow Rbc)}

## Példák
- az egyenesek párhuzamossága (mert ha az {\displaystyle e} egyenes párhuzamos az {\displaystyle f} egyenessel, az {\displaystyle e} egyenes pedig párhuzamos a {\displaystyle g} egyenessel, akkor az {\displaystyle f} egyenes szükségszerűen párhuzamos a {\displaystyle g} egyenessel is),
- családban a (nem fél)testvér-reláció (mert a párhuzamossághoz hasonlóan, bár senki nem testvére magának, az ember testvérei testvérei egymásnak.)

Nem ilyen
- az emberek között a „fölmenő rokona” reláció (mert pl. egy személy fölmenő rokona az unokájának és a lányának is, azonban az unokája nem felmenője a lányának).
- a halmazok között a tartalmazási reláció,
- a pozitív egész számok között az oszthatóság (mert pl. {\displaystyle 2} osztja {\displaystyle 4}-et és {\displaystyle 6}-ot is, de {\displaystyle 4} nem osztja {\displaystyle 6}-ot),
- az emberek között az „ismerik egymást” reláció (mert az ember nem minden ismerőse ismeri egymást).

### További példák euklideszi relációkra
- minden ekvivalenciareláció, úgymint:
  - halmazokon az ekvivalencia, azaz számosságazonosság
  - egész számokon az azonos paritás, vagy általánosabban az azonos maradékosztályba tartozás (mivel ezek ekvivalenciarelációk),
  - egy sík vagy a tér egyenesein a párhuzamosság
  - a tér síkjain a párhuzamosság

### Viszonya más relációkhoz
- Egy reláció euklideszi tulajdonsága és tranzitivitása bár hasonlónak tűnik, önmagában egyik sem következik a másikból.
- Egy szimmetrikus reláció már pontosan akkor euklideszi, ha tranzitív.
- Egy reflexív reláció ha euklideszi is, akkor tranzitív és szimmetrikus is, azaz ekvivalenciareláció.